# ادوار آلفونس جیمز دو روسچیلد
ادوار آلفونس جیمز دو روسچیلد (فرانسوی: Édouard Alphonse James de Rothschild‎; ۲۴ فوریهٔ ۱۸۶۸ – ۳۰ ژوئن ۱۹۴۹) سرمایه‌گذار، مجموعه‌دار و چوگان‌باز اهل فرانسه بود.
وی همچنین برندهٔ جوایزی همچون لژیون دونور (فرمانده) شده‌است.